# Mate Šunjić
Mate Šunjić (Metković, 18. ožujka 1987.), hrvatski rukometni vratar, član hrvatske rukometne reprezentacije. 

## Životopis
Rođen u Metkoviću, gdje je završio gimnaziju. Nekoliko puta na završnicama prvenstava Hrvatske za mlađe uzraste proglašavan najboljim vratarem. Na matematičkim natjecanjima također ostvario zapažene rezultate na državnoj razini.
Sudionik SP do 19 održanog 2005. u Kataru na kojem je osvojio broncu.
Nakon isteka ugovora s RK "Medveščakom" u srpnju 2010. godine prelazi u redove RK "Nexe" Našice. To je nakon rodnog mu Metkovića i već spomenutog "Medveščaka" njegova treća rukometna destinacija.
U lipnju 2010. godine postao je magistar matematičkih znanosti diplomiravši na Prirodoslovno-matematičkom fakultetu u Zagrebu. U lipnju 2013. ističe mu ugovor s Nexeom te potpisuje za francuski Union sportive de Créteil handball koji se natječe u prvoj Francuskoj ligi.
S seniorskom hrvatskom reprezentacijom osvojio je zlato na Mediteranskim igrama u Tarragoni 2018.

## Vanjske poveznice
- Sportnet  Arhivirana inačica izvorne stranice od 20. ožujka 2017. (Wayback Machine)